# Виссел Кобе
«Виссел Кобе» (яп. ヴィッセル神戸 Виссэру Ко:бэ, англ. Vissel Kobe) — японский профессиональный футбольный клуб из города Кобе (префектура Хёго). Клуб был основан в 1966 году, в 1997 году вошёл в Джей-лигу. Владельцем клуба является крупнейшая торговая онлайн-площадка Rakuten, её фирменный бордовый цвет — основной цвет формы «Виссел Кобе».

## История

### Происхождение
Клуб был основан в 1966 году как полупрофессиональный футбольный клуб «Kawasaki Steel» в Курасики, префектура Окаяма. Впервые он был переведен во второй дивизион в 1986 году и оставался там до закрытия JSL в 1992 году.
В 1995 году город Кобе достиг соглашения с «Kawasaki Steel», материнской компанией, о переезде клуба в Кобе и борьбе за место в профессиональной футбольной лиге под названием «Виссел Кобе». Название «Виссел» — это комбинация слов «victory» (с англ. — «победа») и «vessel» (с англ. — «корабль, судно»), ведь Кобе — большой портовый город.
«Виссел Кобе» начал играть в 1995 году в Японской футбольной лиге (JFL), лиге ниже Джей-лиги, а сеть супермаркетов «Daiei» была намечена в качестве основного инвестора клуба. Однако экономический спад, последовавший за Великим землетрясением Хансин, вынудил «Daiei» уйти и город Кобе стал ответственным за управление клубом.

### 1996—2003. Перевод в высший дивизион
Несмотря на то, что «Виссел Кобе» занял 2-е место в JFL в 1996 году, клуб был переведен в Джей-лигу (чемпионы «Хонда» отказались от корпоративного владения и стать профессиональным клубом) и в 1997 году начал играть в высшем дивизионе японского футбола. Однако из-за плохого управления, включая неспособность обеспечить инвесторов и спонсоров, «Виссел» никогда не был претендентом на чемпионский титул. В декабре 2003 года растущие финансовые потери вынудили клуб подать заявление о защите от банкротства.

### 2004—2013. «Серые годы»
В январе 2004 года «Виссел Кобе» был продан «Crimson Group», материнской компании интернет-магазина Rakuten, президентом которой является уроженец Кобе Хироси Микитани. Первое подписание клуба при режиме Микитани Ильхан Мансыз, который был приобретен отчасти для того, чтобы извлечь выгоду из его популярности во время чемпионата мира по футболу 2002 года, проходившего в Корее и Японии, было серьезным провалом - турецкий форвард сыграл всего три матча, прежде чем покинуть команду из-за травмы колена. Микитани также оттолкнул сторонников, изменив цвета униформы команды с черно-белых полос на малиновый, в честь его «Crimson Group» и цвета его альма-матер, Гарвардской школы бизнеса. «Tohoku Rakuten Golden Eagles», бейсбольная команда, также принадлежащая Rakuten, но базирующаяся в Сендае, носит те же цвета.
«Виссел» занял 11-е место в лиге в 2004 году, как в предыдущем году, а в 2005 году занял 18-е и последнее место, что привело к автоматическому вылету из Джей-лиги.
За два года у клуба сменилось пять разных главных тренеров. 2006 год стал первым сезоном «Виссела» во втором дивизионе после девяти лет в высшем футбольном дивизионе Японии. Они заняли 3-е место в сезоне 2006 года и были переведены в Джей-лигу после победы над «Ависпа Фукуока» в плей-офф на повышение.
В период с 2007 по 2011 год «Виссел» каждый год финишировал в нижней половине таблицы. В 2012 году они финишировали 16-ми и снова вылетели во второй дивизион. В 2013 году клуб финишировал вторыми, отстав на 4 очка от «Гамбы Осаки», что обеспечило их возвращение в Джей-лигу в сезоне 2014 года.

### С 2014. Приход звёзд и первые трофеи
6 декабря 2014 года Rakuten выкупила команду у «Crimson Group». В мае 2018 года «Виссел Кобе» подписал контракт с победителем чемпионата мира 2010 года Андресом Иньестой из «Барселоны». В декабре 2018 года клубу удалось подписать Давида Вилью из «Нью-Йорк Сити». Вместе с Серхи Сампером и Андресом Иньестой Вилья стал третьим испанцем в команде. В том сезоне, в котором был выигран Кубок Императора. 8 февраля 2020 года «Виссел» обыграл «Иокогаму Ф. Маринос», выиграв свой первый титул Суперкубка Японии и свой второй национальный титул в истории.

## Достижения
- Чемпион Японии: 2023, 2024
- Обладатель Кубка Императора: 2019, 2024
- Обладатель Суперкубка Японии: 2020

## Текущий состав
| 1  | Флаг Японии   | Вр  | Дайя Маэкава    | 1994 |  |  |  |  |  |
| 28 | Флаг Японии   | Вр  | Юя Цубои        | 1999 |  |  |  |  |  |
| 31 | Флаг Японии   | Вр  | Тайга Камэда    | 2007 |  |  |  |  |  |
| 32 | Флаг Японии   | Вр  | Рётаро Хиронага | 1990 |  |  |  |  |  |
| 40 | Флаг Бразилии | Вр  | Фелипе          | 1999 |  |  |  |  |  |
|    |               |     |                 |      |  |  |  |  |  |
| 2  | Флаг Японии   | Защ | Нанасэй Иино    | 1996 |  |  |  |  |  |
| 3  | Флаг Бразилии | Защ | Матеус Тулер    | 1999 |  |  |  |  |  |
| 4  | Флаг Японии   | Защ | Кайто Ямада     | 2006 |  |  |  |  |  |
| 6  | Флаг Японии   | Защ | Такума Эгути    | 2007 |  |  |  |  |  |
| 15 | Флаг Японии   | Защ | Юки Хонда       | 1991 |  |  |  |  |  |
| 17 | Флаг Японии   | Защ | Рюхо Кикути     | 1996 |  |  |  |  |  |
| 19 | Флаг Японии   | Защ | Рё Хацусэ       | 1997 |  |  |  |  |  |
| 23 | Флаг Японии   | Защ | Тэцуси Ямакава  | 1997 |  |  |  |  |  |
| 24 | Флаг Японии   | Защ | Готоку Сакаи    | 1991 |  |  |  |  |  |
| 25 | Флаг Японии   | Защ | Лео Осаки       | 1991 |  |  |  |  |  |
| 34 | Флаг Японии   | Защ | Юсэи Одзаки     | 2003 |  |  |  |  |  |
| 41 | Флаг Японии   | Защ | Сёхэй Такахаси  | 1991 |  |  |  |  |  |
| 42 | Флаг Японии   | Защ | Джастин Хомма   | 2005 |  |  |  |  |  |

| 5  | Флаг Японии   | ПЗ  | Хотару Ямагути   | 1990 |  |  |  |  |  |
| 6  | Флаг Венгрии  | ПЗ  | Балинт Вечеи     | 1993 |  |  |  |  |  |
| 16 | Флаг Японии   | ПЗ  | Мицуки Сайто     | 1999 |  |  |  |  |  |
| 18 | Флаг Японии   | ПЗ  | Харуя Идэ        | 1994 |  |  |  |  |  |
| 22 | Флаг Японии   | ПЗ  | Дайдзю Сасаки    | 1999 |  |  |  |  |  |
| 31 | Флаг Японии   | ПЗ  | Юя Накасака      | 1997 |  |  |  |  |  |
| 33 | Флаг Японии   | ПЗ  | Такахиро Огихара | 1991 |  |  |  |  |  |
| 36 | Флаг Японии   | ПЗ  | Сюто Адати       | 2004 |  |  |  |  |  |
| 44 | Флаг Японии   | ПЗ  | Мицуки Хидака    | 2003 |  |  |  |  |  |
| 38 | Флаг Японии   | ПЗ  | Дзюдзо Юра       | 2004 |  |  |  |  |  |
| 64 | Флаг Испании  | ПЗ  | Хуан Мата        | 1988 |  |  |  |  |  |
|    |               |     |                  |      |  |  |  |  |  |
| 10 | Флаг Японии   | Нап | Юя Осако         | 1990 |  |  |  |  |  |
| 11 | Флаг Японии   | Нап | Ёсинори Муто     | 1992 |  |  |  |  |  |
| 14 | Флаг Японии   | Нап | Коя Юруки        | 1995 |  |  |  |  |  |
| 20 | Флаг Японии   | Нап | Мидзуки Араи     | 1997 |  |  |  |  |  |
| 21 | Флаг Японии   | Нап | Сюхэй Кавасаки   | 2001 |  |  |  |  |  |
| 26 | Флаг Бразилии | Нап | Жан Патрик       | 1997 |  |  |  |  |  |
| 29 | Флаг Бразилии | Нап | Линкольн         | 2000 |  |  |  |  |  |

## Форма

### Домашняя
| 2018 | 2019 | 2020 | 2021 | 2022 | 2023 | 2024 | 2025 |

### Гостевая
| 2018 | 2019 | 2020 | 2021 | 2022 | 2023 | 2024 | 2025 |

### Резервная
| 2018 | 2019 | 2021 | 2022 |

Источники:,